# John Alexander
John Alexander (Sydney, 4 luglio 1951) è un politico ed ex tennista australiano.

## Biografia
Durante il corso della propria carriera, dalla fine degli anni sessanta sino alla metà degli anni '80, John Alexander vinse 7 titoli di singolo e 27 di doppio, raggiungendo la posizione numero 8 della classifica ATP nel dicembre 1975.
Alto 190 cm per 81 kg Alexander, fu il più giovane tennista a rappresentare l'Australia in Coppa Davis nel dicembre 1968.
Dopo il ritiro, alla metà degli anni novanta prese parte al format televisivo Gladiators Australia, trasmesso dalla televisione australiana.
Sposato con la ex nuotatrice Rosemary Brown, per 10 anni, ebbe tre figli: Emily nel 1990, Georgia nel 1991 e Charles nel 1994.
Attualmente vive a Sydney, ed è capitano della squadra della Federation Cup australiana, oltre che commentatore sportivo per le televisioni australiana ed inglese.

## Risultati nei tornei del Grande Slam
| Tournament      | 1968 | 1969 | 1970 | 1971 | 1972 | 1973 | 1974 | 1975 | 1976 | 1977 | 1977 | 1978 | 1979 | 1980 | 1981 | 1982 | 1983 | 1984 | 1985 |
| --------------- | ---- | ---- | ---- | ---- | ---- | ---- | ---- | ---- | ---- | ---- | ---- | ---- | ---- | ---- | ---- | ---- | ---- | ---- | ---- |
| Australian Open | A    | 2T   | 2T   | 3T   | 1T   | SF   | 3T   | A    | A    | SF   | SF   | QF   | 1T   | 1T   | 3T   | 4T   | 2T   | 1T   | 1T   |
| French Open     | 3T   | 1T   | 1T   | 2T   | A    | 1T   | A    | 4T   | A    | A    | A    | 4T   | A    | A    | A    | 1T   | 4T   | 2T   | A    |
| Wimbledon       | 2T   | 4T   | 2T   | 2T   | A    | A    | 2T   | 2T   | 1T   | 2T   | 2T   | 4T   | 3T   | A    | 1T   | 2T   | 2T   | 1T   | A    |
| US Open         | A    | 2T   | A    | 4T   | 2T   | 4T   | 3T   | 2T   | 3T   | 2T   | 2T   | 1T   | 2T   | A    | 1T   | 1T   | A    | A    | A    |